# Beliș
Beliș es una comuna Rumania, en el distrito de Cluj. Su población en el censo de 2002 era de 1.384 habitantes.
- Datos: Q16426147

1. ↑  Worldpostalcodes.org,código postal n.º 407075.